# Stichophthalma neumogeni
Stichophthalma neumogeni is een vlinder uit de familie Nymphalidae. De wetenschappelijke naam van de soort is voor het eerst geldig gepubliceerd in 1892 door John Henry Leech.